# Songzi
Koordinaten: 30° 6′ N, 111° 43′ O
Die Stadt Songzi (chinesisch 松滋市, Pinyin Sōngzī Shì) ist eine kreisfreie Stadt in der chinesischen Provinz Hubei, die zum Verwaltungsgebiet der bezirksfreien Stadt Jingzhou gehört. Sie hat eine Fläche von 2.177 km² und zählt 767.600 Einwohner (Stand: Ende 2019).